# بخش بندر امام خمینی
شهرستان بندر امام خمینی در استان خوزستان کشور ایران و دارای اقتصادی ترین بندر کشور و در جنوب غربی ایران واقع شده است

## موقعیت جغرافیایی
این‌ بندر در انتهای‌ شمال‌ غربی‌ خلیج‌فارس‌، در 92 کیلومتری‌ دهانه خورموسی‌ و در بیست‌ کیلومتری‌ جنوب‌ غربی‌ بندر ماهشهر قرار دارد. فاصله آن‌ تا اهواز از طریق‌ ماهشهر و رامشیر 175 کیلومتر است‌ و از طریق‌ راه‌های‌ اصلی‌ به‌ نزدیکترین‌ شهرهای‌ مجاور (بندر ماهشهر و شادگان‌) می‌پیوندد.

## تقسیم‌بندی کشوری
- بخش بندر امام خمینی
- دهستان بندر امام خمینی
- شهرها:بندر امام خمینی

## جمعیت
بنابر سرشماری مرکز آمار ایران، جمعیت بخش بندر امام خمینی شهرستان ماهشهر در سال ۱۳۹۵ برابر با ۷۹۰۸۵ نفر بوده‌است.